# Флинт, Чарльз
Чарльз Рэнлетт Флинт (англ. Charles Ranlett Flint; 24 января 1850, Томастон, Мэн  26 февраля 1934) — американский предприниматель, торговал с Южной Америкой сырьём, оружием и боеприпасами, а также владел многими предприятиями по всему миру.

## Биография
Родился в семье адмирала, окончил Бруклинский политехнический институт. Работал в компании, поставлявшей суда в страны Латинской Америки. Затем стал работать в компании W. R. Grace and Co, занимался поставками техники для сахарных плантаций стран Южной Америки. В 1876 году стал консулом Чили в Нью-Йорке, а в 1878 году он стал генеральным консулом Коста-Рики и Никарагуа в США.
Первым собственным бизнесом Флинта стала корпорация U. S. Rubber, объединившая несколько компаний. Его стремление к объединению промышленных предприятий и монополизации рынка позволило чикагской газете назвать его «отцом трестов». Флинт стоял у истоков International Time Recording Company (образовалась в 1900) и Computing Scale Company of America (1901). Самое известное ныне предприятие Флинта — созданный в 1911 конгломерат промышленных компаний под названием C-T-R, который приобрёл в 1924 новое название IBM.
Флинт занимался плаванием, охотой, рыбалкой, авиацией и парусным спортом. Он способствовал созданию Автомобильного клуба Америки, а также установил мировой рекорд скорости на воде.
В 1923 Флинт издал книгу «Память об активной жизни: люди, корабли и сургуч».

## Любопытные факты
- Компания «Флинт энд компани» в 1906 г. первой обратила внимание на успехи братьев Райт и предложила им свои услуги в качестве торгового агента за пределами США[3].